# Mont Saint-Frieux

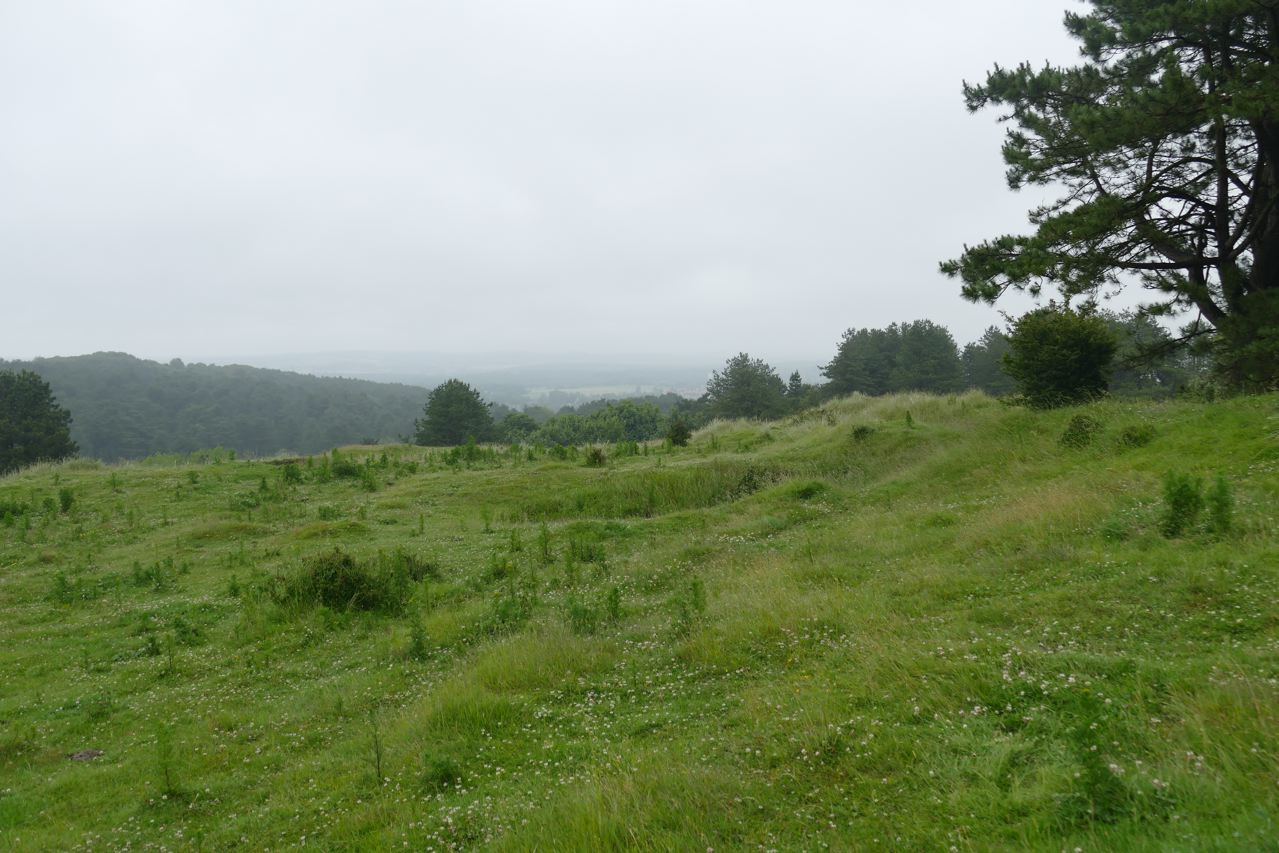
Mont Saint-Frieux

Mont Saint-Frieux is een heuvel en natuurgebied in de tot het departement Pas-de-Calais behorende gemeente Neufchâtel-Hardelot.
De 152 meter hoge heuvel ligt in een beschermd natuurgebied dat 1500 ha duinen omvat welke als bijzonderheid zich gevormd hebben op een niet meer actieve krijtklif (falaise fossile) op ongeveer 2 km van de kust. Het duingebied gaat over in het plateau van de Boulonnais. Duinen zijn er in diverse stadia van ontwikkeling: van jonge, kalkrijke duinvorming tot oude binnenduinen. Er is door dit alles een grote variatie in biotopen. De duinen hebben een breedte van 3 tot 4 km.
Aan de voet van de heuvel vindt men diverse bronnen.

## Planten en schimmels
De plantengroei omvat onder meer soorten van zonnige en van droge milieus. Van de zeldzame soorten kunnen worden genoemd: heemst, drienervige zegge, strandduizendguldenkruidkruipend moerasscherm, groenknolorchis, oeverkruid, rond wintergroen, duinviooltje, zeekool, grote boterbloem, dwergbloem, wit bosvogeltje, kleinste egelskop, eenzijdig baardgras (nardurus maritimus), dodemansvingers en kogelbies.
Er werden 714 soorten paddenstoelen aangetroffen en 27 soorten korstmossen.

## Dieren
Er werden geteld: 706 insectensoorten, 11 amfibieënsoorten, 2 reptielensoorten, 165 vogelsoorten en 32 zoogdiersoorten waarvan 8 vleermuissoorten waaronder grote hoefijzerneus, ingekorven vleermuis en grootoorvleermuis.

## Cultuurhistorie
In de 18e eeuw werden diverse nederzettingen onder het zand bedolven en door middel van bosaanplant trachtte men het zand te beteugelen.
Tijdens de 19e eeuw was het grootste deel van het gebied in handen van particuliere grootgrondbezitters die het als jachtterrein gebruikten. Tijdens de Tweede Wereldoorlog werd de heuvel door de bezetter als militaire post gebruikt. Een 20-tal bunkers werden er gebouwd als onderdeel van de Atlantikwall. Een en ander ging met aantasting van de plantengroei gepaard. Na de oorlog herstelde het gebied zich weer en ook de wind droeg daaraan bij.
De particuliere eigenaars ontvouwden diverse plannen die het gebied bedreigden: zo werd in de jaren '80 van de 20e eeuw nog voorgesteld om er te trainen voor de rally Parijs-Dakar. De familie van industriëlen Leroy Merlin wilde er vakantiebungalows voor het personeel bouwen en ook een golfterrein werd geprojecteerd, wat de waterhuishouding zou verstoren. Een en ander ging niet door en uiteindelijk werd een groot deel van het gebied in 1987 aangekocht door het Conservatoire du Littoral.